# ماكات
ماكات (بالكازاخية: Мақат) هي بلدة في إقليم أتيراو، غرب كازاخستان. تنخفض البلدة 22 مترًا عن سطح البحر. كان بالبلدة 14,266 ساكنًا في إحصاء 2009.